# 许京军
许京军（1966年4月—），男，汉族，中华人民共和国政治人物，南开大学常务副校长、教授，第十一届全国政协委员。

## 生平
1984年9月，就读于南开大学物理系，获得学士、硕士、博士学位，师从中国固体物理学家张光寅教授。1995年8月，到奥斯纳布吕克大学德国特别研究中心作博士后研究。
2006年8月，任南开大学副校长。2008年，当选第十一届全国政协常务委员，代表无党派人士，分入第十五组。2018年1月，当选第十三届全国政协委员。2019年7月，任南开大学常务副校长。2021年1月22日，第八届欧美同学会（中国留学人员联谊会）第一次全国会员代表大会召开，大会选举其担任第八届理事会副会长。